# Team SD Worx-Protime
El Team SD Worx-Protime (código UCI: SDW) es un equipo ciclista femenino neerlandés de categoría UCI Women's WorldTeam, máxima categoría femenina del ciclismo en ruta a nivel mundial.

## Historia
Sus patrocinadores principales han sido Boels Rental -compañía de alquiler de maquinaria industrial- y Dolmans Landscaping -empresa de jardinería y servicios relacionados- ambas neerlandesas. Aunque también colaboran con el equipo decenas de pequeños patrocinadores y colaboradores.
Se creó en 2010 y en 2011 subió al profesionalismo. El punto de inflexión para el crecimiento del equipo fue cuando Boels entró como patrocinador principal coincidiendo con el fichaje de Elizabeth Armitstead en 2013 -pistard que fue subcampeona olímpica en ruta 2012-. Después, progresivamente, ha ido incorporando a ciclistas de nivel como Megan Guarnier (2013), Evelyn Stevens y Ellen van Dijk (en 2014) y Chantal Blaak (en 2015). Ello ha hecho que el equipo se convierta en uno de los mejores del mundo en dura competencia con el también neerlandés Rabo Liv Women Cycling Team (entre los 3 primeros de los rankings de la Copa del Mundo y Ranking UCI desde 2014).
Respecto a la procedencia de sus corredoras debido a que la mayor parte de las mejores ciclistas neerlandesas están en el mencionado Rabo Liv este equipo es mucho más internacional (desde 2013 el Rabo-Liv ha tenido entre 8 y 10 neerlandesas mientras el Boels Dolmans «solo» ha tenido entre 3 -en 2016- y 7).
En 2021 el equipo cambia de patrocinador por SD Work -especialista en nómina y RRHH- firmando un contrato de cuatro años que garantizará que el equipo participe en la máxima categoría del ciclismo femenino mundial.

## Material ciclista
El equipo usa bicicletas Specialized y componentes son de la marca Sram, las ruedas Zipp, las gafas Oakley y los maillots Bio-Racer.

## Sede
Su sede se encuentra en Bunde (Limburgo) (Paswe 24, 6240 AA).

## Clasificaciones UCI

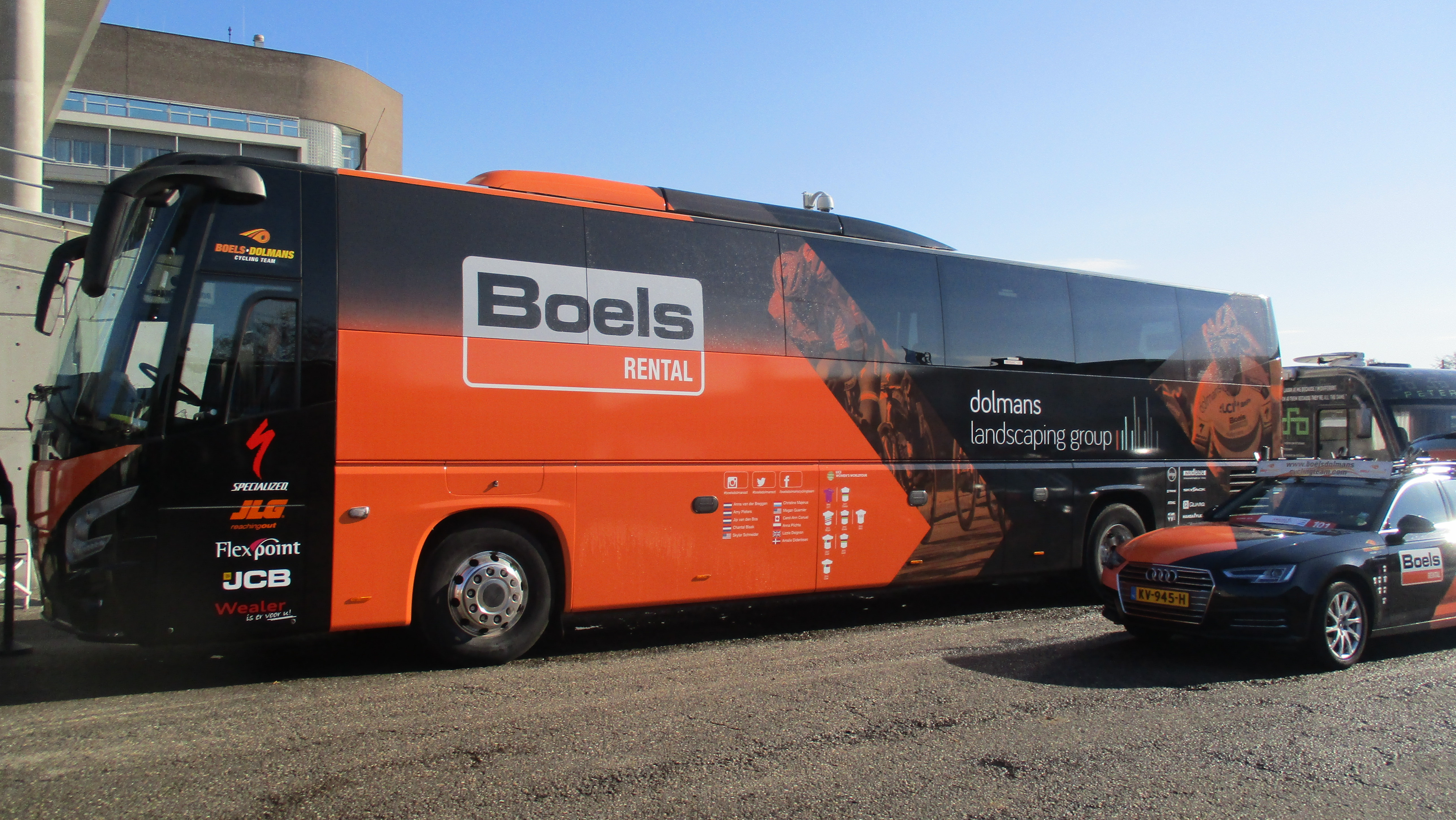
Autobús del equipo.

La Unión Ciclista Internacional elabora el Ranking UCI de clasificación de los ciclistas y equipos profesionales. La clasificación del equipo y de su ciclista más destacada son las siguientes:
| Año  | Clasificación por equipos | Mejor corredora en la clasificación individual | Posición |
| 2010 | -                         | Janneke Ensing                                 | 341.ª    |
| 2011 | 13.º                      | Martine Bras                                   | 16.ª     |
| 2012 | 19.º                      | Martine Bras                                   | 90.ª     |
| 2013 | 11.º                      | Elizabeth Armitstead                           | 17.ª     |
| 2014 | 3.º                       | Elizabeth Armitstead                           | 3.ª      |
| 2015 | 2.º                       | Elizabeth Armitstead                           | 2.ª      |

La Unión Ciclista Internacional también elabora el ranking de la Copa del Mundo de Ciclismo femenina de clasificación de los ciclistas y equipos profesionales en estas pruebas de un día. Desde 2016 fue sustituido por el UCI WorldTour Femenino en el que se incluyeron algunas pruebas por etapas. La clasificación del equipo y de su ciclista más destacada son las siguientes:
| Año  | Clasificación por equipos | Mejor corredora en la clasificación individual | Posición |
| 2011 | 8.º                       | Martine Bras                                   | 9.ª      |
| 2012 | 9.º                       | Martine Bras                                   | 36.ª     |
| 2013 | 8.º                       | Elizabeth Armitstead                           | 14.ª     |
| 2014 | 2.º                       | Elizabeth Armitstead                           | 1.ª      |
| 2015 | 3.º                       | Elizabeth Armitstead                           | 1.ª      |
| 2016 | 1.º                       | Megan Guarnier                                 | 1.ª      |
| 2017 | 1.º                       | Anna van der Breggen                           | 2.ª      |
| 2018 | 1.º                       | Anna van der Breggen                           | 2.ª      |
| 2019 | 1.º                       | Anna van der Breggen                           | 5.ª      |
| 2020 | 2.º                       | Anna van der Breggen                           | 1.ª      |

## Palmarés
Para años anteriores véase: Palmarés del Team SD Worx-Protime.

### Palmarés 2025

#### UCI WorldTour Femenino
| Fechas       | Carreras                                | Ganadora             |
| 6 de febrero | 1.ª etapa del UAE Tour                  | Lorena Wiebes        |
| 7 de febrero | 2.ª etapa del UAE Tour                  | Lorena Wiebes        |
| 9 de febrero | 4.ª etapa del UAE Tour                  | Lorena Wiebes        |
| 22 de marzo  | Milán-San Remo                          | Lorena Wiebes        |
| 27 de marzo  | Clásica Brujas-La Panne                 | Lorena Wiebes        |
| 30 de marzo  | Gante-Wevelgem                          | Lorena Wiebes        |
| 6 de abril   | Tour de Flandes                         | Lotte Kopecky        |
| 20 de abril  | Amstel Gold Race                        | Mischa Bredewold     |
| 6 de mayo    | 3.ª etapa de la Vuelta a España         | Femke Gerritse       |
| 7 de mayo    | 4.ª etapa de la Vuelta a España         | Anna van der Breggen |
| 16 de mayo   | 1.ª etapa de la Vuelta al País Vasco    | Mischa Bredewold     |
| 17 de mayo   | 2.ª etapa de la Vuelta al País Vasco    | Mischa Bredewold     |
| 22 de mayo   | 1.ª etapa de la Vuelta a Burgos Féminas | Lorena Wiebes        |
| 8 de junio   | 4.ª etapa de la Vuelta a Gran Bretaña   | Lorena Wiebes        |
| 21 de junio  | Copenhagen Sprint                       | Lorena Wiebes        |
| 8 de julio   | 3.ª etapa del Giro de Italia            | Lorena Wiebes        |
| 10 de julio  | 5.ª etapa del Giro de Italia            | Lorena Wiebes        |
| 28 de julio  | 3.ª etapa del Tour de Francia           | Lorena Wiebes        |
| 29 de julio  | 4.ª etapa del Tour de Francia           | Lorena Wiebes        |
| 17 de agosto | 3.ª etapa del Tour de Romandía          | Blanka Vas           |

#### UCI ProSeries Femenino
| Fechas        | Carreras                                    | Ganadora         |
| 14 de febrero | 2.ª etapa de la Setmana Ciclista Valenciana | Mischa Bredewold |
| 19 de marzo   | Nokere Koerse                               | Marta Lach       |

#### Calendario UCI Femenino
| Fechas      | Carreras                        | Ganadora       |
| 2 de marzo  | Omloop van het Hageland         | Femke Gerritse |
| 4 de marzo  | Le Samyn                        | Lorena Wiebes  |
| 5 de abril  | Volta NXT Classic               | Femke Gerritse |
| 3 de mayo   | Festival Elsy Jacobs en Garnich | Marta Lach     |
| 14 de junio | Dwars door het Hageland         | Lorena Wiebes  |

#### Campeonatos nacionales
| Fechas      | Carreras                                            | Ganadora         |
| 24 de junio | Campeonato de los Países Bajos Contrarreloj (CRI)   | Mischa Bredewold |
| 26 de junio | Campeonato de la República Checa Contrarreloj (CRI) | Julia Kopecký    |
| 26 de junio | Campeonato de Luxemburgo Contrarreloj (CRI)         | Marie Schreiber  |
| 27 de junio | Campeonato de Bélgica Contrarreloj (CRI)            | Lotte Kopecky    |
| 28 de junio | Campeonato de los Países Bajos en Ruta              | Lorena Wiebes    |
| 28 de junio | Campeonato de Suiza en Ruta                         | Steffi Häberlin  |
| 29 de junio | Campeonato de Hungría en Ruta                       | Blanka Vas       |
| 29 de junio | Campeonato de Luxemburgo en Ruta                    | Marie Schreiber  |

## Plantillas
Para años anteriores, véase Plantillas del Team SD Worx-Protime

### Plantilla 2025
| Integrantes del equipo 2025              | Integrantes del equipo 2025 | Integrantes del equipo 2025       | Integrantes del equipo 2025 |
| Corredor                                 | Fecha de nacimiento         | Equipo previo                     |                             |
| ---------------------------------------- | --------------------------- | --------------------------------- | --------------------------- |
| Mischa Bredewold                         | 20 de junio de 2000         | Parkhotel Valkenburg (2022)       |                             |
| Elena Cecchini                           | 25 de mayo de 1992          | Canyon-SRAM Racing (2020)         |                             |
| Femke Gerritse                           | 14 de mayo de 2001          | Parkhotel Valkenburg (2023)       |                             |
| Barbara Guarischi                        | 10 de febrero de 1990       | Movistar Team (2022)              |                             |
| Steffi Häberlin                          | 11 de diciembre de 1997     |                                   |                             |
| Mikayla Harvey                           | 7 de septiembre de 1998     | UAE Team ADQ (2024)               |                             |
| Julia Kopecky                            | 10 de agosto de 2004        | AG Insurance-Soudal NXTG (2024)   |                             |
| Lotte Kopecky                            | 10 de noviembre de 1995     | Liv Racing (2021)                 |                             |
| Marta Lach                               | 26 de mayo de 1997          | Ceratizit-WNT Pro Cycling (2024)  |                             |
| Femke Markus                             | 17 de noviembre de 1996     | Parkhotel Valkenburg (2022)       |                             |
| Skylar Schneider                         | 3 de septiembre de 1998     | Miami Blazers (2024)              |                             |
| Marie Schreiber                          | 17 de abril de 2003         | Acrog-Tormans/Balen BC (2023)     |                             |
| Geerike Schreurs                         | 19 de mayo de 1989          | Sengers (2013)                    |                             |
| Laura Stigger                            | 25 de septiembre de 2000    |                                   |                             |
| Chantal van den Broek-Blaak (–11 de feb) | 22 de octubre de 1989       | Specialized-Lululemon (2014)      |                             |
| Anna van der Breggen                     | 18 de abril de 1990         | Rabo Liv Women (2016)             |                             |
| Kata Blanka Vas                          | 3 de septiembre de 2001     | Doltcini-Van Eyck-Proximus (2021) |                             |
| Lorena Wiebes                            | 17 de marzo de 1999         | Team DSM (2022)                   |                             |
| Lisa van Belle (29 de abr–31 de dic)     | 30 de enero de 2004         | VELOPRO-Alphamotorhomes (2025)    |                             |
|                                          |                             |                                   |                             |
| Fuente: ProCyclingStats                  |                             |                                   |                             |

## Ciclistas destacadas
| - Elizabeth Armitstead (2013-2017) - Chantal Blaak (2015-2017) - Martine Bras (2011-2013) - Elena Chalvykh (2012) - Amalie Dideriksen (2015-2017) - Megan Guarnier (2014-2017) - Romy Kasper (2013 -2016) | - Christine Majerus (2014 -2017) - Mascha Pijnenborg (2011-2012) - Winanda Spoor (2011-2012) - Evelyn Stevens (2015-2016) - Laura van der Kamp (2011-2012) - Ellen van Dijk (2014-2016) - Adrie Visser (2013) |

- En este listado se encuentran las ciclistas que hayan conseguido alguna victoria para el equipo.